# Скалистый новозеландский крапивник
Скалистый новозеландский крапивник (лат. Xenicus gilviventris) — вид воробьинообразных птиц из семейства новозеландских крапивников (Acanthisittidae). Обитает в гористых местностях Южного острова (Новая Зеландия).

## Описание
Длина тела — 10 см. Взрослая птица весит 15,4—20 грамм. Хвост короткий, крылья округлые, ноги и пальцы длинные. Клюв тонкий, чёрный. Присутствуют кремово-белые «брови». Обитает в высокогорных регионах острова Южный; встречается на кучах камней после камнепада, на щебнях и в кустарниковых зарослях. Сезон размножения с октября по февраль.

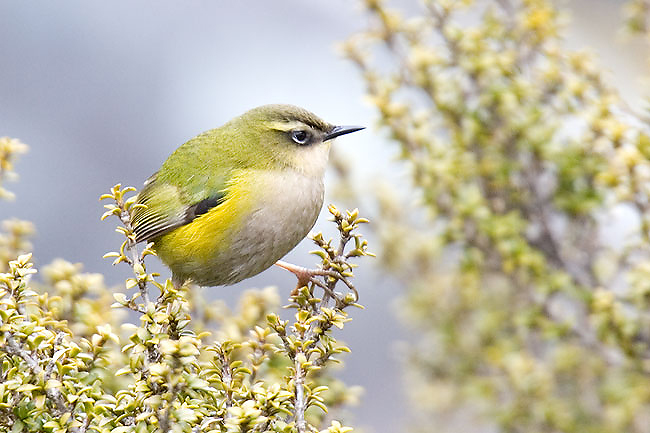